# Little Eva
Little Eva, född Eva Narcissus Boyd 29 juni 1943 i Belhaven, North Carolina, död 10 april 2003 i Kinston, North Carolina, var en amerikansk sångerska.

## Historia
Little Eva (smeknamnet efter en person i romanen Onkel Toms stuga) är tveklöst mest känd för låten "The Loco-Motion" som skrevs av äkta paret Carole King och Gerry Goffin inspirerad av deras barnvakt Eva Boyd och hennes speciella sätt att dansa. Låten skrevs för Dee Dee Sharp. Eva Boyd spelade in en demo av låten, men producenten Don Kirshner i Dimension Records imponerades av Eva Boyds röst och utgav demoversionen. Låten låg etta på billboardlistan 1962 och låg även länge på svenska Tio i topp-listan. Några mindre hits, "Keep Your Hands Off My Baby" och "Let's Turkey Trot" följde, men ingen kom i närheten av succén med Loco-Motion.
Låten har blivit inspelad av många andra artister så som Grand Funk Railroad och Kylie Minogue.
Eva Boyd diagnosticerades med livmoderhalscancer oktober 2001. Hon avled 18 månader senare i Kinston, North Carolina 10 april 2003.

## Diskografi

### Album
- The Loco-Motion (1963)
- Back on Track (1989)
- Tasty Blues (1995)

### Singlar
- "The Loco-Motion" (1962) (US #1, US R&B #1, UK #2)
- "Keep Your Hands off My Baby" (1962) (US #12, US R&B #6, UK #30)
- "Let's Turkey Trot" (1963) (US #20, US R&B #16, UK #13)
- "Swingin' on a Star" (1963) (US #38) (duett med Big Dee Irwin)
- "Old Smokey Locomotion" (1963) (US #48)